# Bebearia barce
Bebearia barce là một loài bướm ngày thuộc họ Bướm giáp. Loài này có ở Guinée, Sierra Leone, Liberia, Bờ Biển Ngà, Ghana, Nigeria, Cameroon, Guinea Xích Đạo, Cộng hòa Congo, Cộng hòa Dân chủ Congo và Uganda.
Ấu trùng loài này ăn các loài thuộc chi Hypselodelphys.

## Phân loài
- Bebearia barce barce — Guinée, Sierra Leone, Liberia, Bờ Biển Ngà, Ghana
- Bebearia barce maculata (Aurivillius, 1912) — Nigeria, Cameroon, Bioko, Congo, Uganda: Toro, Cộng hòa Dân chủ Congo: Ubangi, Mongala, Uele, north Kivu, Tshopo, Tshuapa, Equateur, Kasai, Sankuru và Lualaba